# Municipio de Little Prairie
El municipio de Little Prairie (en inglés: Little Prairie Township) es un municipio ubicado en el condado de Pemiscot en el estado estadounidense de Misuri. En el año 2010 tenía una población de 7076 habitantes y una densidad poblacional de 39,81 personas por km².

## Geografía
El municipio de Little Prairie se encuentra ubicado en las coordenadas 36°9′29″N 89°42′15″O / 36.15806, -89.70417. Según la Oficina del Censo de los Estados Unidos, el municipio tiene una superficie total de 177.72 km², de la cual 165.04 km² corresponden a tierra firme y (7.13%) 12.68 km² es agua.

## Demografía
Según el censo de 2010, había 7076 personas residiendo en el municipio de Little Prairie. La densidad de población era de 39,81 hab./km². De los 7076 habitantes, el municipio de Little Prairie estaba compuesto por el 67.71% blancos, el 29.45% eran afroamericanos, el 0.27% eran amerindios, el 0.17% eran asiáticos, el 0.1% eran isleños del Pacífico, el 0.66% eran de otras razas y el 1.64% pertenecían a dos o más razas. Del total de la población el 2.16% eran hispanos o latinos de cualquier raza.